# Aegean Airlines

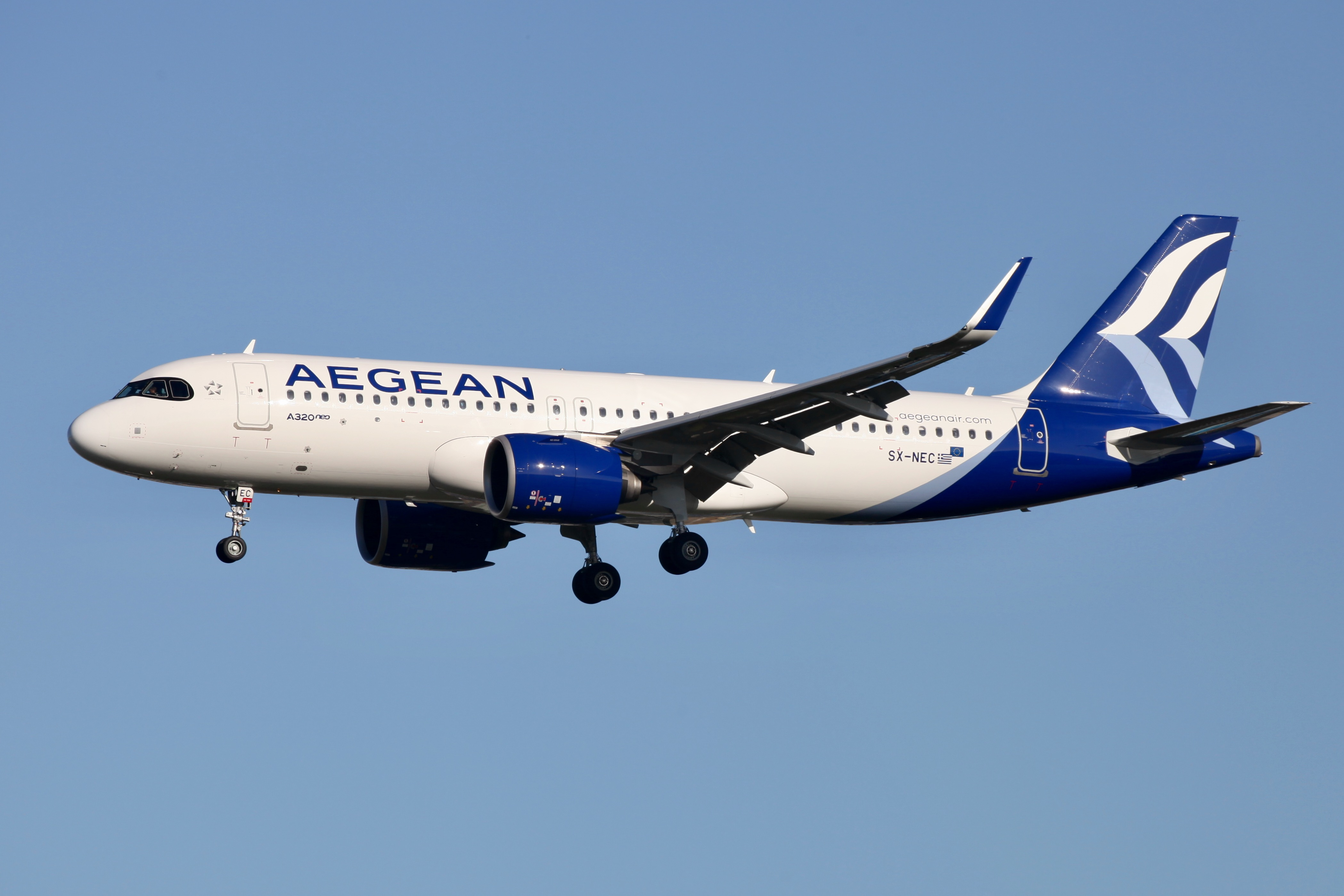
Airbus A321neo linii Aegean Airlines

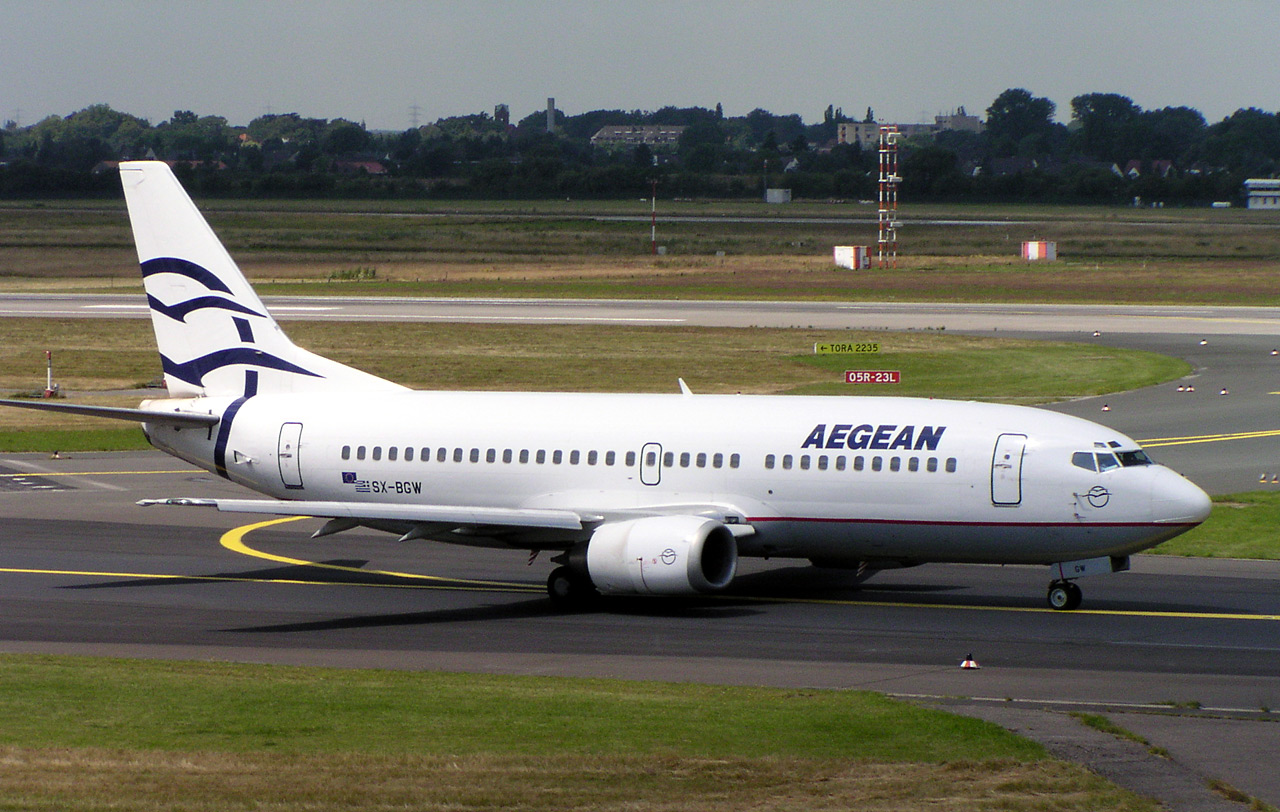
Boeing 737-300 linii Aegean Airlines w starym malowaniu

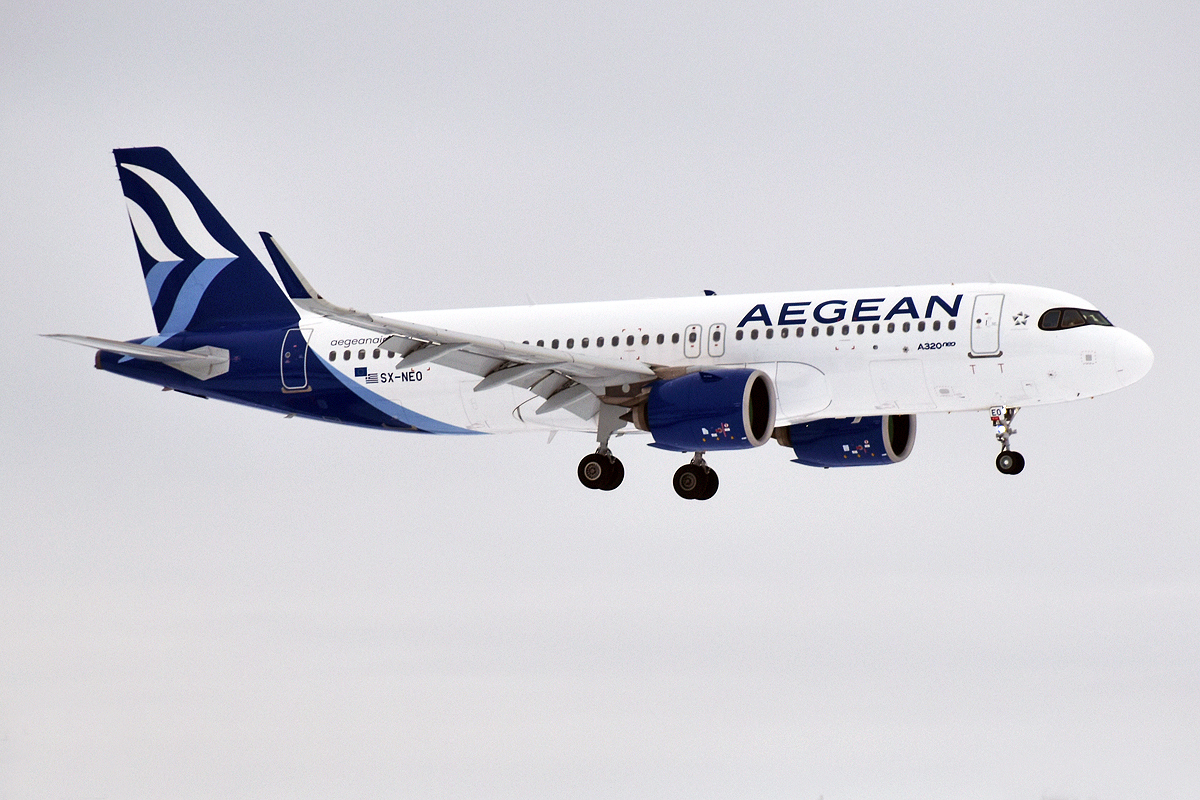
Airbus A320neo linii Aegean Airlines lądujący na lotnisku Sztokholm-Arlanda

Aegean Airlines – grecka linia lotnicza z siedzibą w Atenach. Są największymi liniami lotniczymi w Grecji.
Obsługuje połączenia na trasach krajowych, europejskich oraz bliskowschodnich. Oprócz połączeń rejsowych linia obsługuje (głównie latem) trasy czarterowe do krajów europejskich, w tym do Polski. Głównym hubem jest port lotniczy Ateny oraz port lotniczy Saloniki-Macedonia. Od czerwca 2010  Aegean należy do sojuszu Star Alliance.
W 2008 linia przewiozła 5 978 083 pasażerów, wyprzedzając linie Olympic Air. Agencja ratingowa Skytrax przyznała przewoźnikowi cztery gwiazdki.

## Historia
Linie lotnicze Aegean Airlines zostały założone pod nazwą Aegean Aviation w 1987. Na początku swojej działalności linia skupiała się na przewozach VIPów oraz na lotniczym pogotowiu ratunkowym. 17 lutego 1992 stały się pierwszymi niezależnymi liniami lotniczymi w Grecji. W 1999 linie zaczynając swoje pierwsze połączenia rejsowe zmieniły swoją nazwę na Aegean Airlines.
Pierwsze loty z Aten na Kretę i do Salonik wykonywane były dwoma nowymi samolotami Avro RJ100. W tym samym roku linie wykupiły również przewoźnika Air Greece. W marcu 2001, linie połączyły się z liniami Cronus Airlines. Chwilowo funkcjonowały pod nazwą Aegean Cronus Airlines. W 2005 linia rozpoczęła współpracę z niemiecką Lufthansą, przystępując jednocześnie do programu Miles & More. W 2006 linia podpisała umowę o współpracy z portugalskimi liniami TAP Portugal. W grudniu 2008 linia ogłosiła współpracę z liniami Brussels Airlines. 30 czerwca 2010 linia dołączyła do grona sojuszu Star Alliance.
W 2010 linia ogłosiła chęć przejęcia linii Olympic Air. Spotkało się to jednak ze sprzeciwem Komisji Europejskiej, która zablokowała transakcję w styczniu 2011 argumentując decyzję obawami o monopolizację greckiego rynku lotniczego. Ostatecznie w październiku 2013, po uwzględnieniu trudnej sytuacji finansowej Olympic Air oraz ograniczeniu liczby oferowanych połączeń przez obie linie lotnicze, Komisja wydała pozwolenie na przejęcie.
We wrześniu 2024 Aegean poinformował o umowie zawartej z hiszpańską tanią linią lotniczą Volotea na przejęcie 21% udziałów za kwotę 50 mln euro.

## Porty docelowe
Lista regularnych oraz sezonowych lotów Aegean Airlines:
| Państwo                      | Miasto            | Port lotniczy                                    | Uwagi    |
| ---------------------------- | ----------------- | ------------------------------------------------ | -------- |
| Albania                      | Tirana            | Port lotniczy Tirana                             |          |
| Arabia Saudyjska             | Ad-Dammam         | Port lotniczy Dammam                             | Sezonowo |
| Arabia Saudyjska             | Dżudda            | Port lotniczy Dżudda                             |          |
| Arabia Saudyjska             | Rijad             | Port lotniczy Rijad                              |          |
| Armenia                      | Erywań            | Port lotniczy Erywań                             |          |
| Austria                      | Innsbruck         | Port lotniczy Innsbruck                          | Sezonowo |
| Austria                      | Wiedeń            | Port lotniczy Wiedeń-Schwechat                   |          |
| Azerbejdżan                  | Baku              | Port lotniczy Baku                               |          |
| Belgia                       | Bruksela          | Port lotniczy Bruksela                           |          |
| Bośnia i Hercegowina         | Sarajewo          | Port lotniczy Sarajewo                           | Sezonowo |
| Bułgaria                     | Sofia             | Port lotniczy Sofia                              |          |
| Chorwacja                    | Dubrownik         | Port lotniczy Dubrownik                          | Sezonowo |
| Chorwacja                    | Split             | Port lotniczy Split                              | Sezonowo |
| Chorwacja                    | Zagrzeb           | Port lotniczy Zagrzeb                            |          |
| Cypr                         | Larnaka           | Port lotniczy Larnaka                            | Hub      |
| Cypr                         | Pafos             | Port lotniczy Pafos                              |          |
| Czarnogóra                   | Podgorica         | Port lotniczy Podgorica                          |          |
| Czechy                       | Praga             | Port lotniczy Praga im. Václava Havla            |          |
| Dania                        | Kopenhaga         | Port lotniczy Kopenhaga-Kastrup                  |          |
| Egipt                        | Aleksandria       | Port lotniczy Aleksandria                        | Sezonowo |
| Egipt                        | Kair              | Port lotniczy Kair                               |          |
| Estonia                      | Tallinn           | Port lotniczy Tallinn                            |          |
| Finlandia                    | Helsinki          | Port lotniczy Helsinki-Vantaa                    |          |
| Francja                      | Bordeaux          | Port lotniczy Bordeaux-Mérignac                  | Sezonowo |
| Francja                      | Brest             | Port lotniczy Brest-Bretagne                     | Sezonowo |
| Francja                      | Deauville         | Port lotniczy Deauville                          | Sezonowo |
| Francja                      | Lille             | Port lotniczy Lille-Lesquin                      | Sezonowo |
| Francja                      | Lyon              | Port lotniczy Lyon-Saint-Exupéry                 | Sezonowo |
| Francja                      | Marsylia          | Port lotniczy Marsylia                           | Sezonowo |
| Francja                      | Miluza            | Port lotniczy EuroAirport Bazylea-Miluza-Fryburg |          |
| Francja                      | Nantes            | Port lotniczy Nantes                             | Sezonowo |
| Francja                      | Nicea             | Port lotniczy Nicea-Lazurowe Wybrzeże            |          |
| Francja                      | Paryż             | Port lotniczy Paryż-Roissy-Charles de Gaulle     |          |
| Francja                      | Strasburg         | Port lotniczy Strasburg                          |          |
| Francja                      | Tuluza            | Port lotniczy Tuluza                             | Sezonowo |
| Grecja                       | Aleksandropolis   | Port lotniczy Aleksandropolis                    |          |
| Grecja                       | Ateny             | Port lotniczy Ateny                              | Hub      |
| Grecja                       | Kefalinia         | Port lotniczy Kefalinia                          |          |
| Grecja                       | Chania            | Port lotniczy Chania                             |          |
| Grecja                       | Chios             | Port lotniczy Chios                              |          |
| Grecja                       | Korfu             | Port lotniczy Korfu                              |          |
| Grecja                       | Heraklion         | Port lotniczy Heraklion                          |          |
| Grecja                       | Janina            | Port lotniczy Janina                             |          |
| Grecja                       | Kalamata          | Port lotniczy Kalamata                           |          |
| Grecja                       | Kawala            | Port lotniczy Kawala                             |          |
| Grecja                       | Kos               | Port lotniczy Kos                                |          |
| Grecja                       | Lemnos            | Port lotniczy Lemnos                             |          |
| Grecja                       | Mykonos           | Port lotniczy Mykonos                            |          |
| Grecja                       | Lesbos            | Port lotniczy Mitylena                           |          |
| Grecja                       | Rodos             | Port lotniczy Rodos                              |          |
| Grecja                       | Samos             | Port lotniczy Samos                              |          |
| Grecja                       | Santorini         | Port lotniczy Santorini                          |          |
| Grecja                       | Saloniki          | Port lotniczy Saloniki                           | Hub      |
| Gruzja                       | Tbilisi           | Port lotniczy Tbilisi                            |          |
| Hiszpania                    | Barcelona         | Port lotniczy Barcelona                          |          |
| Hiszpania                    | Bilbao            | Port lotniczy Bilbao                             |          |
| Hiszpania                    | Gran Canaria      | Port lotniczy Gran Canaria                       |          |
| Hiszpania                    | Ibiza             | Port lotniczy Ibiza                              | Sezonowo |
| Hiszpania                    | Madryt            | Port lotniczy Madryt-Barajas                     |          |
| Hiszpania                    | Malaga            | Port lotniczy Malaga                             | Sezonowo |
| Hiszpania                    | Palma de Mallorca | Port lotniczy Palma de Mallorca                  | Sezonowo |
| Hiszpania                    | Sewilla           | Port lotniczy Sewilla                            | Sezonowo |
| Hiszpania                    | Walencja          | Port lotniczy Walencja                           | Sezonowo |
| Holandia                     | Amsterdam         | Port lotniczy Amsterdam-Schiphol                 |          |
| Holandia                     | Eindhoven         | Port lotniczy Eindhoven                          |          |
| Irak                         | Irbil             | Port lotniczy Irbil                              |          |
| Irlandia                     | Dublin            | Port lotniczy Dublin                             |          |
| Izrael                       | Tel Awiw-Jafa     | Port lotniczy Ben Guriona                        |          |
| Jordania                     | Amman             | Port lotniczy Amman                              |          |
| Kuwejt                       | Kuwejt            | Port lotniczy Kuwejt                             |          |
| Łotwa                        | Ryga              | Port lotniczy Ryga                               |          |
| Liban                        | Bejrut            | Port lotniczy Bejrut                             |          |
| Litwa                        | Wilno             | Port lotniczy Wilno                              |          |
| Luksemburg                   | Luksemburg        | Port lotniczy Luksemburg                         |          |
| Malta                        | Luqa              | Port lotniczy Malta                              |          |
| Mołdawia                     | Kiszyniów         | Port lotniczy Kiszyniów                          |          |
| Maroko                       | Marrakesz         | Port lotniczy Marrakesz                          |          |
| Niemcy                       | Berlin            | Port lotniczy Berlin-Branderburg                 |          |
| Niemcy                       | Düsseldorf        | Port lotniczy Düsseldorf                         |          |
| Niemcy                       | Frankfurt         | Port lotniczy Frankfurt                          |          |
| Niemcy                       | Hamburg           | Port lotniczy Hamburg                            |          |
| Niemcy                       | Hanower           | Port lotniczy Hanower                            | Sezonowo |
| Niemcy                       | Kolonia           | Port lotniczy Kolonia/Bonn                       |          |
| Niemcy                       | Monachium         | Port lotniczy Monachium                          |          |
| Niemcy                       | Norymberga        | Port lotniczy Norymberga                         | Sezonowo |
| Niemcy                       | Stuttgart         | Port lotniczy Stuttgart                          |          |
| Norwegia                     | Oslo              | Port lotniczy Oslo-Gardermoen                    |          |
| Polska                       | Kraków            | Port lotniczy Kraków-Balice                      |          |
| Polska                       | Warszawa          | Port lotniczy Warszawa-Chopin                    |          |
| Portugalia                   | Lizbona           | Port lotniczy Lizbona                            |          |
| Portugalia                   | Porto             | Port lotniczy Porto                              |          |
| Macedonia Północna           | Skopje            | Port lotniczy Skopje                             |          |
| Rumunia                      | Bukareszt         | Port lotniczy Bukareszt                          |          |
| Serbia                       | Belgrad           | Port lotniczy Belgrad                            |          |
| Słowacja                     | Bratysława        | Port lotniczy Bratysława                         |          |
| Słowenia                     | Lublana           | Port lotniczy Lublana                            | Sezonowo |
| Szwajcaria                   | Genewa            | Port lotniczy Genewa-Cointrin                    |          |
| Szwajcaria                   | Zurych            | Port lotniczy Zurych-Kloten                      |          |
| Szwecja                      | Göteborg          | Port lotniczy Göteborg                           | Sezonowo |
| Szwecja                      | Sztokholm         | Port lotniczy Sztokholm-Arlanda                  |          |
| Tunezja                      | Tunis             | Port lotniczy Tunis                              |          |
| Turcja                       | Izmir             | Port lotniczy Izmir                              |          |
| Turcja                       | Stambuł           | Port lotniczy Stambuł                            |          |
| Węgry                        | Budapeszt         | Port lotniczy Budapeszt                          |          |
| Wielka Brytania              | Bristol           | Port lotniczy Bristol                            |          |
| Wielka Brytania              | Edynburg          | Port lotniczy Edynburg                           |          |
| Wielka Brytania              | Londyn            | Port lotniczy Londyn-Gatwick                     | Sezonowo |
| Wielka Brytania              | Londyn            | Port lotniczy Londyn-Heathrow                    |          |
| Wielka Brytania              | Manchester        | Port lotniczy Manchester                         |          |
| Wielka Brytania              | Newcastle         | Port lotniczy Newcastle                          | Sezonowo |
| Włochy                       | Bolonia           | Port Lotniczy Bolonia                            |          |
| Włochy                       | Florencja         | Port lotniczy Florencja                          |          |
| Włochy                       | Katania           | Port Lotniczy Katania                            | Sezonowo |
| Włochy                       | Mediolan          | Port lotniczy Mediolan-Malpensa                  |          |
| Włochy                       | Neapol            | Port lotniczy Neapol                             |          |
| Włochy                       | Olbia             | Port lotniczy Olbia                              | Sezonowo |
| Włochy                       | Palermo           | Port lotniczy Palermo                            | Sezonowo |
| Włochy                       | Piza              | Port lotniczy Piza                               | Sezonowo |
| Włochy                       | Rzym              | Port lotniczy Rzym-Fiumicino                     |          |
| Włochy                       | Wenecja           | Port lotniczy Wenecja-Marco Polo                 |          |
| Zjednoczone Emiraty Arabskie | Abu Zabi          | Port lotniczy Abu Zabi                           |          |
| Zjednoczone Emiraty Arabskie | Dubaj             | Port Lotniczy Dubaj                              |          |

## Połączenia Codeshare
Aegean Airlines posiada umowy codeshare z następującymi liniami:
| - airBaltic - Animawings - Austrian - Air Canada - Air Serbia - Brussels Airlines - Bulgaria Air - Discover Airlines | - Egyptair - Emirates - Ethiopian - Eurowings - Gulf Air - Kuwait Airways - Juneyao Air - LOT | - Lufthansa - Saudia - Singapore Airlines - TAP Portugal - Turkish Airlines - Volotea |

## Flota
Według stanu na maj 2025 flota Aegean Airlines składała się z 68 samolotów o średnim wieku 8,6 lat:
| Samolot         | Samolot | Samolot   | Liczba miejsc | Uwagi                                 |
| Model           | Aktywne | Zamówione | Liczba miejsc | Uwagi                                 |
| --------------- | ------- | --------- | ------------- | ------------------------------------- |
| Airbus A320-200 | 28      | -         | 174           |                                       |
| Airbus A320neo  | 21      | 1         | 180           | W trakcie dostarczania, do końca 2028 |
| Airbus A321-200 | 4       | -         | 206           |                                       |
| Airbus A321neo  | 15      | 10        | 220           | W trakcie dostarczania, do końca 2028 |
| Airbus A321LR   | -       | 4         | -             | Planowane dostarczenie do końca 2027  |
| Łącznie         | 68      | 15        |               |                                       |

## Wypadki lotnicze
- 7 marca 2010, lot Aegean Airlines 511, który obsługiwał Airbus A320-232 musiał zawrócić i awaryjnie lądować chwilę po starcie z Salonik, ze względu na awarię silnika. Nikt spośród 146 pasażerów nie ucierpiał.
- 5 września 2011, lot numer A3 4330 z Rodos do Poznania, który obsługiwał Airbus A320, ze 167 turystami z Polski na pokładzie, musiał awaryjnie lądować w Belgradzie z powodu pęknięcia szyby w kabinie pilotów. Nikomu nic się nie stało.